# Heinz Krahmer
Heinz Krahmer (* 3. Mai 1941 in Bremen; † 9. Januar 1992 in Singapur) war ein deutscher Bauunternehmer  und Politiker (FDP) sowie Mitglied der Bremischen Bürgerschaft. 

## Biografie

### Familie, Ausbildung und Beruf
Krahmer besuchte das Gymnasium am Leibnizplatz in Bremen. Er studierte in den 1960er Jahren Bauingenieurswesen an der Ingenieurschule Bremen und war an der Schule Studentensprecher. Er war danach als Bauingenieur bei der Baufirma Carl Plötner in Bremen tätig. In den 1970er Jahren gründete er sein Bauunternehmen, das in Deutschland aber auch u. a. in Tunesien als Karina-Gruppe erfolgreich geschäftlich tätig war. 
In der Zeit der deutschen Wende versuchte er 1990/91 u. a. durch Kontakte mit Ex-Verkehrsminister Günther Krause (CDU) „ohne viel Geld den Rostocker Baukonzern Elbo mit rund 15.000 Beschäftigten anzueignen“.
Krahmer wollte 1990  Wohnungsbau- und Meliorationskombinate in Mecklenburg-Vorpommern und Brandenburg kaufen, um daraus einen Baukonzern zu entwickeln. Er schloss mit den Unternehmen Beraterverträge ab, aus denen 41 Mio. DM in zwei Beratungsjahren zugeflossen seien sollen. Es gelang ihm jedoch nicht, den Kaufpreis für die Elbo zu finanzieren. Er überzeugte aber die Geschäftsführer der Unternehmen Zahlungen in Höhe von  mehr als 73 Mio. DM  auf ein Treuhandkonto seines Notars für Aktivitäten einzuzahlen. Gegenüber der Treuhand, musste er einräumen, er könne den Kaufpreis von 170 Mio. DM nicht aufbringen. Als die Behörden gegen ihn ermittelten verstarb er in Singapur. Der Notar wurde vor Gericht zur Verantwortung gezogen.
Seine Unternehmen gingen nach seinem Tod in die Insolvenz. Die Treuhandanstalt schaffte es, 62 Mio. DM der gezahlten Liquiditätshilfe von 120 Mio. DM zurückzuholen. Ein Teil der Kombinate wurde danach  an die Hegemann-Gruppe verkauft.
Krahmer war verheiratet und wohnte in Bremen-Huchting.

### Politik
Krahmer war Mitglied der FDP und Mitglied in den Vorständen seines Ortsvereins und des FDP-Kreisverbandes Bremen Links der Weser. Er war Mitglied der Deutschen Jungdemokraten (DJD).
Krahmer war vier Jahre lang von 1975 bis 1979 Mitglied der
Bremischen Bürgerschaft. 